# Шишкар колосистий
Шишкар колосистий, фітеума колосиста (Phyteuma spicatum) — типовий вид роду рослин фітеума (Phyteuma).

## Ботанічний опис
Стебло 30–100 см заввишки.
Листки чергові, в контурі яйцеподібні або ланцетоподібні, із зубчастих краєм, загострені, із заокругленою або серцеподібною основою. Нижні листки переважно черешкові, більші ніж верхні.
Квітки у довгастих гроноподібних суцвіттях до 10 см завдовжки, 1,5–2 см в діаметрі, з дрібними лінійними приквітками. Чашечка світло-зелена, гола, п'ятидольна. Віночок також п'ятидольний, білого або світло-зеленого кольору. Пелюстки майже роздільні, лінійні. Тичинок п'ять, білуватих, із зеленими пиляками. Стовпчик один, жовто-бурого кольору.
Плід — зелена яйцеподібна коробочка до 5 мм у діаметрі, із численними гладкими еліптичними коричневими насінинами. Цвіте з червня по липень.

## Поширення
Вид поширений у Європі. В Україні зустрічається у Карпатах, рідше у західному лісостепу та на Поліссі. Росте на узліссі широколистяних лісів, у чагарниках, на лісових галявинах.